# Não Mais
Não Mais é o terceiro single do terceiro álbum ao vivo da dupla sertaneja brasileira Victor & Leo, intitulado: Ao Vivo e em Cores em São Paulo.
A canção foi lançada no final Junho de 2010 nas rádios do Brasil, é uma balada acústica e conquistou o topo das paradas, sendo o 3º single do álbum a conquistar o número um. 

## Desempenho nas Paradas
A canção debutou no Hot 100 Brasil no dia 10 de julho na posição #74 e já alcançou a o topo das paradas, se tornando o 6º single da dupla a conquistar o número um e o 3º single consecutivo do álbum a alcançar #1.
| Paradas (2010) | Posição |
| -------------- | ------- |
| Hot 100 Brasil | 1       |